# Кусксу
Кусксу (англ. kusksu) — традиционный мальтийский суп, приготовленный в основном из бобов, мелких макарон и свежего местного сыра джбейна. Мелкие макароны кусксу, давшие название супу, представляют собой миниатюрную пасту, густую и идеально подходящую для томления. После приготовления шарики пасты придают супу характерную сливочную и тёплую текстуру, что делает его идеальным блюдом для подачи в холодную погоду.
Несмотря на то, что, эти маленькие шарики макаронных изделий выглядят как кускус, они более лёгкие и воздушные по текстуре.

## Происхождение
Учитывая сходство с кускусом, вполне вероятно, что суп кусксу возник во время арабской оккупации Мальты. Однако документальных свидетельств, относящихся к этому периоду, немного. Надежный источник, относящийся к 18 веку, ссылается на макароны в форме перца, предполагая, что макароны кусксу были основным продуктом мальтийской диеты.

## Ингредиенты

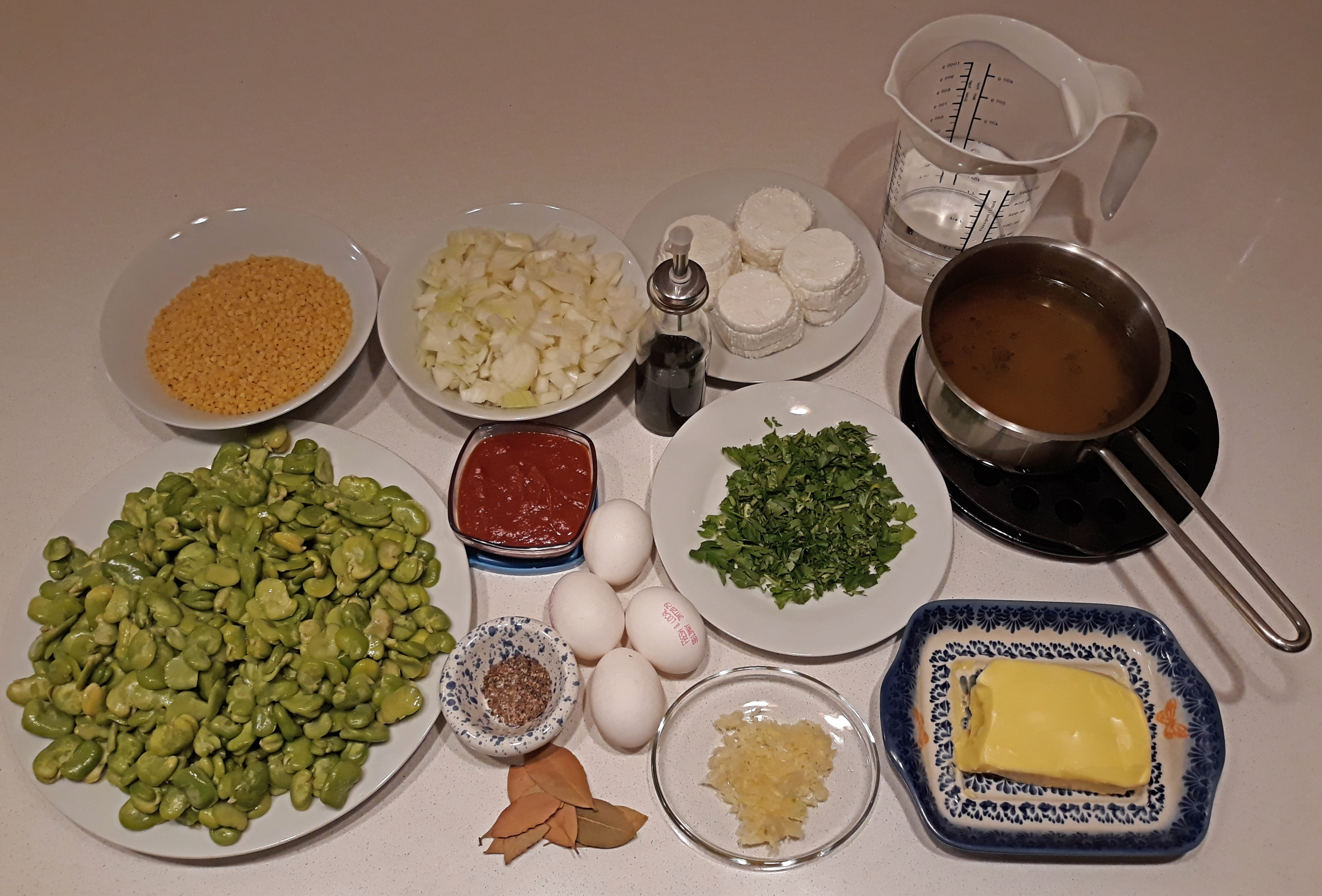
Основные ингредиенты, используемые для кусксу

Основным ингредиентом, используемым в кусксу, являются бобы, по-местному ful. На Мальте бобы обычно высевают в декабре и собирают ранней весной. Их выращивание практически не требует ухода, и большинство мальтийских фермеров не поливают свой урожай. В 2016 году Национальное статистическое управление Мальты сообщило, что на официальных рынках было продано 595 тонн бобов. Эта цифра позволяет понять, почему некоторые местные жители называют боб садовый «культовой» или «любимой» бобовой культурой Мальты.
Маленькие макаронные изделия, известные как кусксу, являются еще одним ключевым ингредиентом. Помимо названия супа, макароны, которые «немного больше кориандра», добавляют «невероятную текстуру, не похожую ни на что другое». Паста кусксу, которую не следует путать с кускусом, широко доступна на Мальте, однако этот ключевой ингредиент трудно найти на международных рынках. Хотя альтернативы существуют, они не всегда могут дать наилучшие результаты.
Другие ингредиенты, которые обычно содержатся в кусксу, включают мальтийский сыр, который обычно добавляют непосредственно перед подачей на стол; большое количество лука и чеснока, обжаренных на оливковом или сливочном масле; лавровый лист; томатная паста; яйца, которые обычно варят в самом супе, а не отдельно; вода или овощной бульон; соль и перец для приправы и петрушка для украшения.

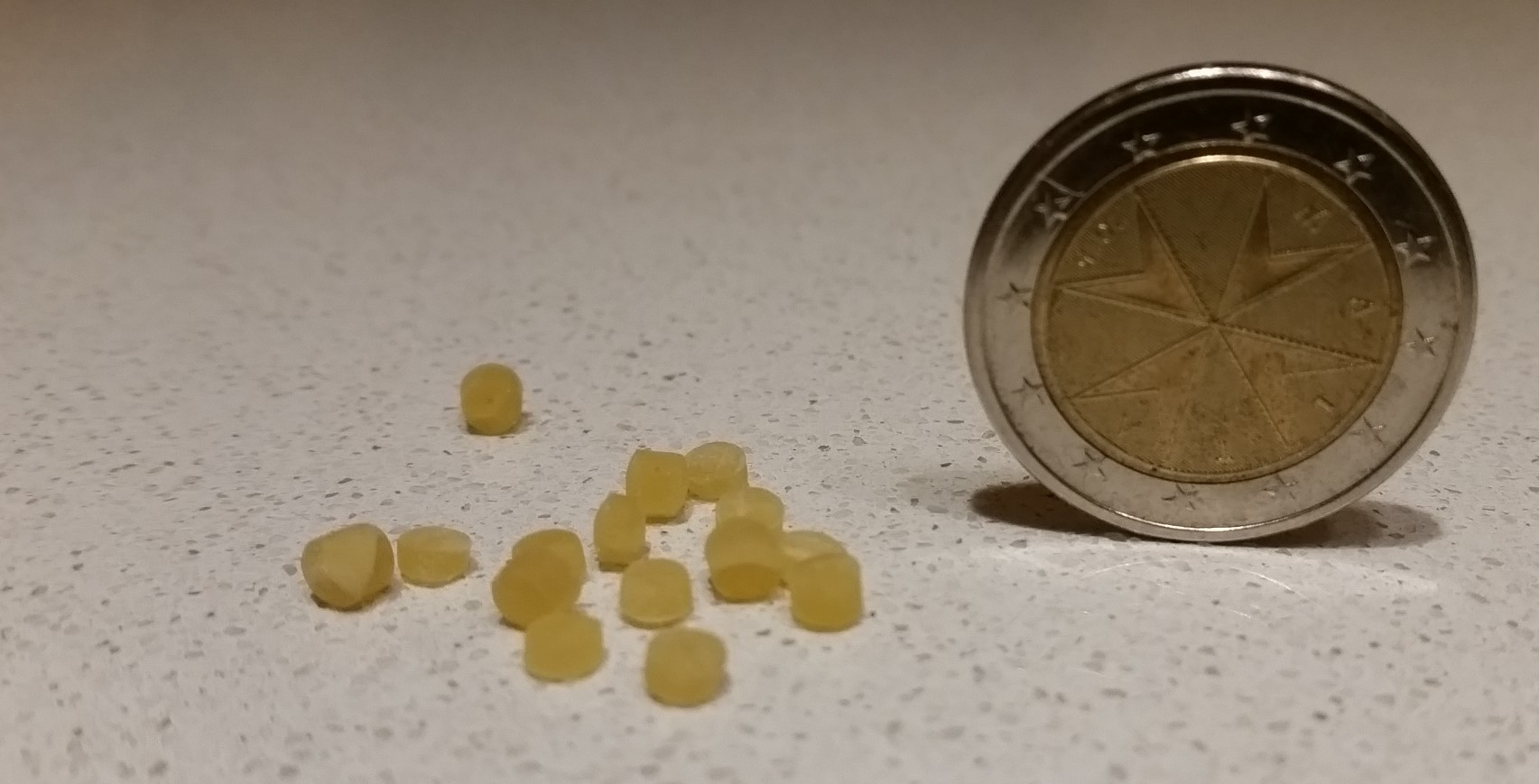
Миниатюрные макароны кусксу и монета 2 евро

## Вариации
Существует несколько версий этого популярного мальтийского блюда. Некоторые добавили рыбу, в то время как другие добавили в свой рецепт кусксу бекон, капусту и тыкву. Тем не менее, более «аутентичные» или, возможно, «оригинальные» версии блюда kusksu bil-ful (кусксу с фасолью), как правило, содержат меньшее количество и более простые сезоные ингредиенты.
В 2002 году MaltaPost выпустила серию марок, посвященных мальтийской кухне, в которую была включена более традиционная версия блюда — kusksu bil-ful.